# آداب معاشرت در دنیای تکنولوژی

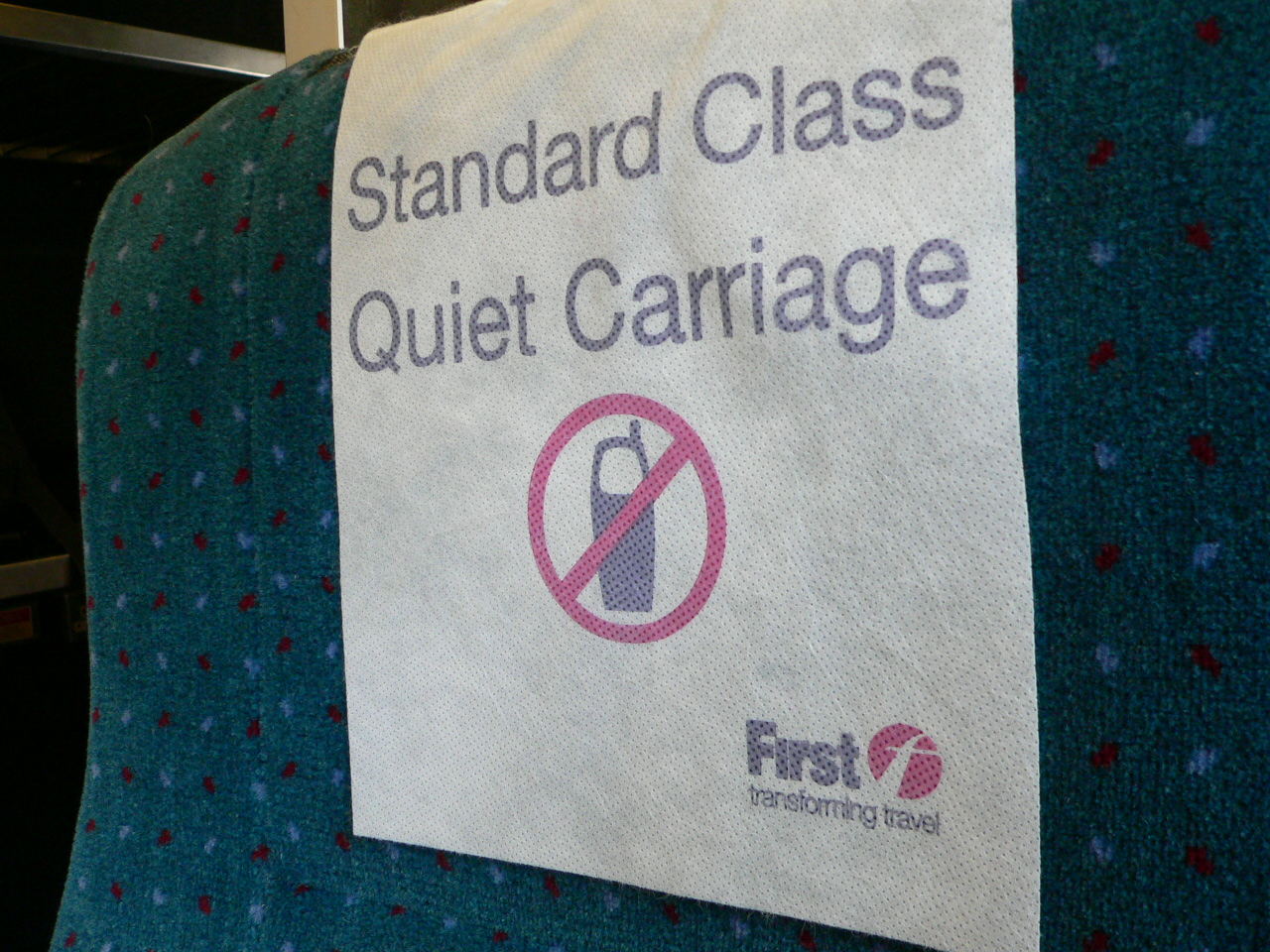
از مسافرین در این قطار خواسته شده است که آداب فضای مجازی را رعایت کرده و از صحبت کردن با تلفن همراه خودداری کنند

آداب فضای مجازی (به انگلیسی: Etiquette in technology) که در زبان عامیانه انگلیسی با netiquette (وب‌آداب) هم نام برده می‌شود، از ترکیب دو واژه شبکه (network) و آداب (etiquette) ساخته شده است. در فارسی هم از ترکیب دو واژه وب (وام‌واژه) و آداب، واژه وب‌آداب ساخته شده است. وب‌آداب، آداب و تشریفات و مجموعه بایدها و نبایدهایی است که در ارتباطات الکترونیکی از جمله رایانامه، شبکه‌های اجتماعی و برنامه‌های ارتباطی، مورد توجه قرار گیرند. هر فعالیتی در فضای مجازی، آداب مخصوص به خود را دارد: ایجاد گروه، دعوت از دوستان، ارسال مطلب، دیدگاه‌نویسی، ارتباط با دیگران و حتی ترک گروه.